# Knooppunt Destelbergen
De verkeerswisselaar van Destelbergen is een Belgisch knooppunt tussen de A14/E17 en de R4, de ringweg rond Gent. De verkeerswisselaar ligt in de gemeente Destelbergen, nabij Gent in de Damvallei, een afgesloten meander van de Schelde. Het knooppunt is een voorbeeld van een klaverturbine: de noordelijke helft van het complex is een klaverblad, de zuidelijk helft heeft de kenmerken van een turbineknooppunt.
| Aansluitende wegen                               | Aansluitende wegen                | Aansluitende wegen                  | Aansluitende wegen | Aansluitende wegen |
| ------------------------------------------------ | --------------------------------- | ----------------------------------- | ------------------ | ------------------ |
|                                                  |                                   | richting Zelzate                    |                    |                    |
|                                                  |                                   |                                     |                    |                    |
| richting Gent / Kortrijk Rijsel / Oostende (E40) | richting Sint-Niklaas / Antwerpen |                                     |                    |                    |
|                                                  |                                   |                                     |                    |                    |
|                                                  |                                   | richting Eeklo (N9) / Brussel (E40) |                    |                    |

Aalbeke · Antwerpen-Centrum · Antwerpen-Haven · Antwerpen-Noord · Antwerpen-Oost · Antwerpen-West · Antwerpen-Zuid · Arquennes · Battice · Beaufays · Beveren · Bois-d'Haine · Brugge · Cerexhe · Charleroi-Nord · Charleroi-Sud · Cheratte · Daussoulx · Destelbergen · Doornik · Familleureux · Fexhe-Slins · Gent-Centrum · Gouy · Grâce-Hollogne · Groot-Bijgaarden · Hautrage · Hauts-Sarts · Heppignies · Heverlee · Hoog-Itter · Houdeng-Goegnies · Jabbeke · Jemappes · Kortrijk-West · Kortrijk-Zuid · Leonardkruispunt · Loncin · Lummen · Machelen · Marcinelle · Marquain · Merelbeke · Moorsele · Neufchâteau · Ranst · Sint-Stevens-Woluwe · Strombeek-Bever · Thiméon · Ville-sur-Haine · Vottem · Wilrijk-Valaar · Zaventem · Zwijnaarde